# Carmen (1984)
Carmen ist eine französisch-italienische Opernverfilmung von Francesco Rosi aus dem Jahr 1984. Sie beruht auf Georges Bizets Carmen.

## Handlung
Die junge Micaëla sucht in der Wache von Sevilla nach Don José, den sie wenig später im Zuge der Wachablösung sprechen kann. Sie schickt ihm Grüße von der Mutter und einen Kuss von ihr, den Don José ihr zurückgibt, um ihn der Mutter zu überbringen. In einem Brief lässt seine Mutter Don José wissen, dass sie seine Heirat begrüßen würde – Micaëla sei für ihn die Richtige. Kurz darauf wird Don José in die nahe Tabakfabrik gerufen, in der es zu einem handfesten Streit zwischen den Arbeiterinnen Carmen und Manuelita gekommen ist. Die Arbeiterinnen beschuldigen beide, doch gibt Carmen zu, Manuelita verletzt zu haben. Sie wird von Don José, mit dem sie einige Zeit zuvor geflirtet hatte, in den Arrest gebracht. In der Zelle konfrontiert Carmen Don José: Sie wisse genau, dass er sie liebe. Tatsächlich ist Don José ihr verfallen. Mit einem Trick lässt er sie laufen, wird dafür aber selbst inhaftiert und degradiert.
Einige Zeit später trifft sich Carmen mit Schmugglern in der Taverne von Lillas Pastia. Carmen weigert sich, mit den Schmugglern in die Berge zu gehen, habe sie sich doch in Don José verliebt. Dieser kommt kurz nach seiner Entlassung aus dem Gefängnis zur Taverne. Carmen tanzt nur für ihn. Als der Zapfenstreich ertönt, will Don José dennoch zur Kaserne zurückkehren und Carmen reagiert wütend. Beide wollen sich im Zorn trennen, doch erscheint plötzlich ein Offizier in der Taverne. Er duelliert sich mit Don José, weil auch er in Carmen verliebt ist, unterliegt und wird gefangen genommen. Don José geht mit Carmen und den anderen Schmugglern in die Berge, doch hat Carmen von ihm schon bald genug. Ihre Ablehnung schmerzt Don José, zumal er erkennen muss, dass Carmen ein Interesse für den Torero Escamillo entwickelt hat. Als er die Schmuggler in den Bergen aufsucht, kommt es zu einem Zweikampf auf Leben und Tod zwischen Don José und Escamillo, doch kann Carmen den Torero in letzter Sekunde retten. Er reitet davon, lädt die Anwesenden aber zu seinem nächsten Stierkampf in Sevilla ein. Wer ihn liebt, wird da sein, meint er. Micaëla erscheint, um Don José mit sich zu nehmen. Er weigert sich, befürchtet er doch, ansonsten Carmen an Escamillo zu verlieren. Er stimmt erst zu, als er hört, dass seine Mutter im Sterben liegt, schwört Carmen jedoch, zurückzukehren.
In Sevilla erscheint Carmen einige Zeit später zu Escamillos Stierkampf. Kurz vor dem Kampf versichern sich beider ihrer Liebe. Don José wird Zeuge dieser Worte und bedeutet Carmen, ihm aus der Arena zu folgen. Obwohl ihre Begleiterinnen sie warnen, folgt Carmen Don José. Während Escamillo in der Arena den Stier besiegt, kommt es vor der Arena zu einem heftigen Wortaustausch zwischen Don José und Carmen. Als Don José erkennt, dass sie ihn nicht mehr liebt, und sie ihm seinen Ring vor die Füße wirft, ersticht er sie. Kurz darauf lässt er sich von herbeigeeilten Soldaten festnehmen.

## Produktion

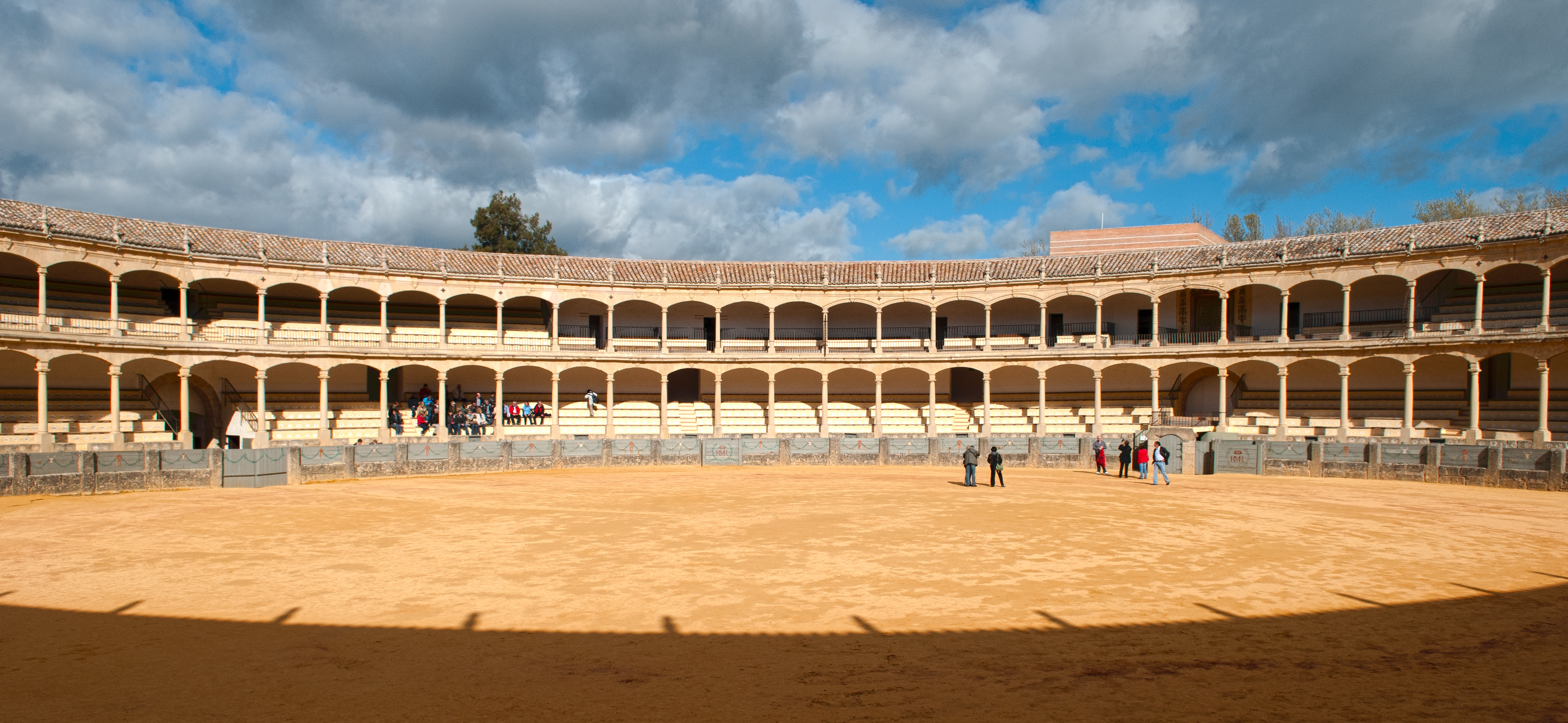
Stierkampfarena in Ronda, ein Drehort des Films

Der Film wurde innerhalb von 13 Wochen bis September 1983 vor Ort in Spanien gedreht. Drehorte waren vor allem Ronda, Carmona und Sevilla; die Stierkampfaufnahmen entstanden in der Stierkampfarena in Ronda. Die Kostüme und das Szenenbild stammen von Enrico Job. Die Musik wurde vom Orchestre National de France unter der Leitung von Lorin Maazel eingespielt. Es singen der Chor und die Kantorei von Radio France. Im Gegensatz zu früheren Verfilmungen der Oper enthält diese Version zwischen den Liedern keine Rezitative, sondern Operndialoge, wie sie auch in der Premiere der Oper zu hören waren.
Der Film lief am 14. März 1984 in den französischen und am 20. September 1984 in den italienischen Kinos an und kam am 23. November 1984 auch in die bundesdeutschen Kinos. Ab 23. August 1985 wurde er in den Kinos der DDR gezeigt und war am 1. Januar 1988 auf DFF 1 erstmals im Fernsehen der DDR zu sehen. Am 1. März 2000 erschien der Film auf DVD.
Eine Tonauskopplung des Films (Musik und Dialoge, in französischer Sprache) erschien 1984 bei Erato auf LP, MC und CD.

## Kritik
Der film-dienst nannte Carmen eine „schönheitstrunkene… Inszenierung […] Die Symbiose von Musik und Landschaft und außergewöhnliche Sängerleistungen machen den Film zu einem akustischen und visuellen Genuß.“ Der Film sei „für Opern- wie Filmfreunde gleichermaßen interessant.“ Cinema befand, dass der Film „große Gefühle und schöne Stimmen in prachtvollen Landschaftsbildern“ präsentiere, und fasste zusammen: „Optisch wie akustisch ein Hochgenuß“.
„Rosis Carmen trägt Folklore und deshalb nichts dazu bei, dem Liebkind der Wunschkonzert-Hörer das Hüftewackeln auszutreiben“, befand hingegen Der Spiegel, und kritisierte, dass Ton und Bild keine Einheit bilden würden: „Das akustische Flair stimmt nie, Rosis ‚Carmen‘ bleibt synthetisches Spaltmaterial aus bunten Bildern, Retorten-Wohllaut und O-Ton.“

## Auszeichnungen
Vom National Board of Review erhielt der Film 1984 einen NBR Award als einer der besten internationalen Filme des Jahres.
Im Jahr 1985 wurde Carmen für einen Golden Globe in der Kategorie Bester fremdsprachiger Film nominiert. Der Film gewann einen César in der Kategorie Bester Ton und erhielt in den Kategorien Bester Film, Beste Hauptdarstellerin (Julia Migenes), Beste Regie, Beste Kamera, Bestes Szenenbild und Beste Kostüme weitere César-Nominierungen. Ebenfalls 1985 gewann der Film sechs David di Donatellos: in den Kategorien Bester Film, Beste Regie, Beste Kamera, Bestes Szenenbild, Beste Kostüme und Bester Schnitt. Nominierungen für einen David di Donatello erhielt der Film in den Kategorien Beste Hauptdarstellerin und Bester Nebendarsteller (Ruggero Raimondi). Francesco Rosi wurde auf der Veranstaltung zudem mit dem Alitalia Award ausgezeichnet. Das Sindacato Nazionale Giornalisti Cinematografici Italiani zeichnete Enrico Job 1985 mit einem Nastro d’Argento für die Besten Kostüme aus.
Carmen erhielt 1986 zwei Nominierungen für einen British Academy Film Award: in den Kategorien Bester nicht-englischsprachiger Film und Bester Ton.